# Kanfen
Kanfen er en by i det nordøstlige Frankrig, beliggende i regionen Grand Est, departementet Moselle. Byen er administrativt tilknyttet det franske  arrondissement Thionville og havde den 1. januar 2014 1.130 indbyggere. 
Området har siden 1661 tilhørt Frankrig, men var i perioden 1871-1918 underlagt Det Tyske Kejserrige som Reichsland Elsaß-Lothringen.